# Blackfish Sound
Blackfish Sound – cieśnina w Kolumbii Brytyjskiej w Kanadzie. Znajduje się pomiędzy wyspami Hanson Island a Swanson Island (obie stanowią część Broughton Archipelago). Łączy Cieśninę Królowej Charlotty z Johnstone Strait. Wody cieśniny są bogate w łososia oraz halibuta.